# Децим Юний Силан Торкват
Децим Юний Силан Торкват (лат. Decimus Junius Silanus Torquatus; 16—64 годы) — нобиль из рода Юниев и государственный деятель Римской империи, второй сын Марка Юния Силана, консула 19 года, и Эмилии Лепиды. По материнской линии внук консула 1 года Луция Эмилия Лепида Павла и Юлии Младшей, праправнук императора Октавиана Августа и его второй жены Скрибонии Либоны.
Приблизительно в 37 году включён в коллегию салиев, в 43 году занимал должности фламина Юлия и фламина Августа. В 53 году стал консулом. Был известен крайне расточительным образом жизни, чем навлёк на себя подозрения императора Нерона, решившего, что Силан добивается популярности и рассчитывает на государственный переворот. По другой версии, навлёк немилость Нерона тем, что открыто хвалился родством с императором Августом. В 64 году был обвинён в намерении захватить власть. Не дожидаясь суда, покончил с собой.
В 54 году Децим женился на Юлии Африкане, дочери консула Марка Юлия Африкана. В этом браке родилась дочь Юния Силана Торквата.